# Список самых длинных тоннелей мира
Большинство самых больших и длинных тоннелей в мире используется для водоснабжения или в транспортных целях (автомобильные и железнодорожные тоннели).

## Самые длинные тоннели в мире (в эксплуатации)
| Название                                                                                    | Местоположение                                          | Длина, м | Тип                               | Год           | Примечание |
| ------------------------------------------------------------------------------------------- | ------------------------------------------------------- | -------- | --------------------------------- | ------------- | --- |
| Делавэрский акведук                                                                         | Штат Нью-Йорк, США                                      | 137 000  | Водопровод                        | 1945          | основной водопроводный туннель города Нью-Йорка, пробуренный через скальные породы |
| Водный тоннель Пяйянне                                                                      | Южная Финляндия, Финляндия                              | 120 000  | Водопровод                        | 1982          | поперечное сечение 16 м2 |
| Водный тоннель Дахофан                                                                      | Провинция Ляонин, Китай                                 | 85 320   | Водопровод                        | 2009          | 8 м в диаметре |
| Тоннель Оранж-фиш ривер                                                                     | Южно-Африканская Республика                             | 82 800   | Водопровод                        | 1972          | длиннейший подземный водовод в южном полушарии; поперечное сечение 22.5 м2 |
| Водный тоннель Больмена                                                                     | Крунуберг/Сконе, Швеция                                 | 82 000   | Водопровод                        | 1987          | поперечное сечение 8 м2 |
| Метрополитен Чэнду: Линия 6                                                                 | Чэнду, Китай                                            | 68 223   | Метрополитен                      | 2020          | самый длинный тоннель метрополитена; самый длинный железнодорожный тоннель в мире |
| Метрополитен Циндао: Линия 1                                                                | Циндао, Китай                                           | 59 818   | Метрополитен                      | 2020—2021     | |
| Метрополитен Гуанчжоу: Линия 18                                                             | Гуанчжоу, Китай                                         | 58 300   | Метрополитен                      | 2021          | |
| Метрополитен Гуанчжоу: Линия 3                                                              | Гуанчжоу, Китай                                         | 57 930   | Метрополитен                      | 2005—2018     | |
| Московский метрополитен: линия 11                                                           | Москва, Россия                                          | 57 500   | Метрополитен                      | 1969—2023     | Большая кольцевая линия. Первый участок был открыт 11 августа 1969 года в составе Замоскворецкой линии |
| Готардский базисный тоннель                                                                 | Лепонтинские Альпы, Швейцария                           | 57 091   | Железная дорога                   | 2016          | Самый длинный железнодорожный тоннель мира (кроме метро). Участок новой Готардской железной дороги. Подготовительные работы были начаты в 1993, строительство — в 2003. Два тоннеля (Восточный 57 104, Западный 57 017), диаметр 8,8—9,5 м. |
| Пекинский метрополитен: Линия 10                                                            | Пекин, Китай                                            | 57 024   | Метрополитен                      | 2010—2012     | |
| Тоннель Сэйкан                                                                              | Сангарский пролив, Япония                               | 53 850   | Железная дорога                   | 1988          | поперечное сечение 74 м2; в тоннеле есть 2 подземные станции |
| Пекинский метрополитен: Линия 6                                                             | Пекин, Китай                                            | 53 400   | Метрополитен                      | 2012—2018     | |
| Сеульский метрополитен: Линия 5                                                             | Сеул, Южная Корея                                       | 51 700   | Метрополитен                      | 1995—2021     | с 1995 по 2010 самый длинный тоннель метрополитена |
| Водный тоннель Желивка                                                                      | Среднечешский край, Чехия                               | 51 075   | Водопровод                        | 1972          | поперечное сечение 5 м2 |
| Евротоннель                                                                                 | Ла-Манш, Великобритания/Франция                         | 50 450   | Железная дорога                   | 1994          | самый длинный подводный сегмент, самый длинный международный тоннель |
| Тоннель Арпа-Севан                                                                          | Армения                                                 | 48 314   | Водовод                           | 1981          | построен для подъёма уровня воды в озере Севан. Не является непрерывным — состоит из двух отдельных участков длиной 18,7 и 29,6 км соответственно.                                                                                          |
| Московский метрополитен: линия 9                                                            | Москва, Россия                                          | 41 470   | Метрополитен                      | 1983—2002     | |
| Линия 12 мадридского метрополитена (Metro Sur)                                              | Мадрид, Испания                                         | 40 960   | Метрополитен                      | 1999—2003     | самый длинный тоннель Испании |
| Линия Оэдо (Тотёмаэ — Сиодомэ — Хикаригаока)                                                | Токио, Япония                                           | 40 700   | Метрополитен                      | 1991—2000     | самый длинный тоннель метрополитена в Японии |
| Шанхайский метрополитен: Линия 7                                                            | Шанхай, Китай                                           | 40 200   | Метрополитен                      | 2009—2011     | |
| ГЭС Каурахньюкар                                                                            | Эйстюрланд, Исландия                                    | 39 700   | Гидроэнергетика                   | 2003—2007     | 7,2—7,6 м в диаметре; часть комплекса тоннелей общей длиной 72 км |
| Акведук Куаббин                                                                             | Массачусетс, США                                        | 39 600   | Водопровод                        | 1897—1905     | |
| Сеульский метрополитен: Линия 3                                                             | Сеул, Южная Корея                                       | 38 200   | Метрополитен                      | 1985—2010     | |
| Московский метрополитен: линия 6                                                            | Москва, Россия                                          | 37 800   | Метрополитен                      | 1958—1990     | самый длинный железнодорожный тоннель в мире с 1978 по 1984 (31,1 км) и с ноября 1987 по март 1988 (34 км); с 1990 по 1995 самый длинный тоннель метрополитена                                                                              |
| Шэньчжэньский метрополитен: Линия 1                                                         | Шэньчжэнь, Китай                                        | 37 497   | Метрополитен                      | 2009—2011     | |
| Шэньчжэньский метрополитен: Линия 2                                                         | Шэньчжэнь, Китай                                        | 36 146   | Метрополитен                      | 2010—2011     | |
| Сингапурский метрополитен: Кольцевая линия                                                  | Сингапур                                                | 35 700   | Метрополитен                      | 2009—2012     | |
| Линия 2 Пусанского метрополитена                                                            | Пусан, Южная Корея                                      | 35 500   | Метрополитен                      | 1999—2009     | |
| Сеульский метрополитен: Линия 6                                                             | Сеул, Южная Корея                                       | 35 100   | Метрополитен                      | 2001          | |
| Сеульский метрополитен: Линия 3                                                             | Сеул-Инчхон, Южная Корея                                | 47 600   | Метрополитен                      | 2000—2012     | |
| Базисный туннель Лётчберг                                                                   | Бернские Альпы, Швейцария                               | 34 577   | Железная дорога                   | 2007          | западная недостроенная труба 27,2 км |
| Московский метрополитен: линия 10                                                           | Москва, Россия                                          | 43 930   | Метрополитен                      | 1995—2023     | |
| Линия 7 мадридского метрополитена: Больница Энарес — Питис                                  | Мадрид, Испания                                         | 32 919   | Метрополитен                      | 1974—2007     | |
| Новый тоннель Гуань Цзяо                                                                    | Цинхай, Китай                                           | 32 645   | Железная дорога                   | 2014          | Самый длинный тоннель на обновляемом двухпутном участке Синин-Голмуд Цинцзанской железной дороги, самый длинный тоннель в Китае, 3323,58—3380,97 м над уровнем моря.                                                                        |
| Ратхаус Шпандау — Рудов (U7)                                                                | Берлин, Германия                                        | 31 800   | Метрополитен                      | 1924—1984     | самый длинный тоннель метрополитена в Германии; самый длинный железнодорожный тоннель в мире с 1984 по 1987 |
| Коте-Верту — Монморанси (Линия 2 Оранж)                                                     | Монреаль, Канада                                        | 30 798   | Метрополитен                      | 1966—2007     | самый длинный тоннель Канады |
| Петербургский метрополитен: линия 2                                                         | Санкт-Петербург, Россия                                 | 30 100   | Метрополитен                      | 1961—2006     | |
| Петербургский метрополитен: линия 1                                                         | Санкт-Петербург, Россия                                 | 29 600   | Метрополитен                      | 1955—1978     | |
| Шанхайский метрополитен: Линия 10                                                           | Шанхай, Китай                                           | 29 600   | Метрополитен                      | 2010          | |
| Тоннель Гуадаррама                                                                          | Сьерра-де-Гуадаррама, Испания                           | 28 377   | Железная дорога                   | 2007          | |
| Тоннель Тайханшань                                                                          | Тайханшань, Китай                                       | 27 848   | Железная дорога                   | 2008          | на железной дороге Шицзячжуан-Тайюань |
| Морден — Ист Финчли (Северная линия, Лондонский метрополитен)                               | Лондон, Англия                                          | 27 800   | Метрополитен                      | 1890—1940     | |
| Петербургский метрополитен: линия 3                                                         | Санкт-Петербург, Россия                                 | 27 622   | Метрополитен                      | 1967—2018     | |
| Дайнити — Нагахара (Линия Танимати, Осакский метрополитен)                                  | Осака, Япония                                           | 27 100   | Метрополитен                      | 1967—1983     | |
| Водный тоннель Меламчи                                                                      | из Меламчи в Катманду                                   | 26 000   | Водоснабжение                     | 2021          | |
| Тоннель LEP                                                                                 | CERN, Швейцария/Франция                                 | 26 659   | Ускоритель частиц                 | 1988          | замкнутое кольцо поперечным сечением 11,3—15,9 м2, используется под большой адронный коллайдер |
| Тоннель Хаккода(Тохоку-синкансэн)                                                           | Горы Хаккода, Япония                                    | 26 455   | Железная дорога                   | 2010          | поперечное сечение 64—74 м2 |
| Канаяма — Нагоя — Kanayama (Линия Мэйдзё, Метрополитен Нагоя)                               | Нагоя, Япония                                           | 26 400   | Метрополитен                      | 1965—2004     | |
| Оросительный тоннель Шанлыурфа                                                              | Турция                                                  | 26 400   | Орошение                          | 2005          | [ 10 ] |
| Петербургский метрополитен: линия 5                                                         | Санкт-Петербург, Россия                                 | 26 240   | Метрополитен                      | 1991—2019     | |
| Деривационный тоннель ГЭС Гилбер Гибе II                                                    | Эфиопия                                                 | 26 000   | Гидроэнергетика                   | 2005—2009     | |
| Тоннель Иватэ-Итинохэ                                                                       | горный хребет Оу, Япония                                | 25 810   | Железная дорога                   | 2002          | |
| Тоннель Мусил                                                                               | Вонджу, Южная Корея                                     | 25 080   | Железная дорога                   | 2020          | |
| Базисный тоннель Пахарес                                                                    | Астурия, Испания                                        | 24 667   | Железная дорога                   | 2023          | |
| Лердальский тоннель                                                                         | Лердал — Эурланн, Норвегия                              | 24 510   | Автомобильная дорога              | 2000          | самый длинный автодорожный тоннель в мире |
| Жёлтая линия метрополитена Дели: ГТБ Нагар — Катуб Минар                                    | Дели, Индия                                             | 24 000   | Метрополитен                      | 2004—2010     | самый длинный тоннель Индии |
| Линия 1 мадридского метрополитена: Вальдекаррос — Пинар-де Чамартин                         | Мадрид, Испания                                         | 23 876   | Метрополитен                      | 1919—2007     | |
| Винервальдский тоннель                                                                      | Запад Вены, Австрия                                     | 23 844   | Железная дорога                   | 2012          | самый длинный тоннель Австрии |
| Линия 6 мадридского метрополитена: Кольцевая линия                                          | Мадрид, Испания                                         | 23 472   | Метрополитен                      | 1979—2007     | |
| Ангригнон — Оноре-Беаграунд (Линия 1 Грин)                                                  | Монреаль, Канада                                        | 23 262   | Метрополитен                      | 1966—2007     | |
| Линия 1 варшавского метрополитена: Кабаты — Млоцины                                         | Варшава, Польша                                         | 23 100   | Метрополитен                      | 1983—2008     | самый длинный тоннель Польши |
| Тоннель Иияма                                                                               | Иияма, Япония                                           | 22 251   | Железная дорога                   | 2015          | Построен для Хокурику-синкансэна |
| Тоннель Дайсмизу                                                                            | Гора Танигава, Япония                                   | 22 221   | Железная дорога                   | 1982          | |
| Тоннель Воротан-Арпа                                                                        | Армения                                                 | 21 652   | Водовод                           | 2004          | построен для подъёма уровня воды в озере Севан |
| Тоннель Ушаолин                                                                             | Увэй, Китай                                             | 21 050   | Железная дорога                   | 2006          | второй туннель открыт в 2007 году |
| Тоннель УНК                                                                                 | Протвино, Россия                                        | 21 000   | Ускоритель частиц                 | 1994 (сбойка) | по назначению не используется |
| Киевский метрополитен: Линия 2                                                              | Киев, Украина                                           | 20 950   | Метрополитен                      | 1976—2013     | самый длинный тоннель Украины |
| Линия 1 барселонского метрополитена                                                         | Барселона, Испания                                      | 20 700   | Метрополитен                      | 1926—1992     | |
| Тоннель Гумзангл                                                                            | Пусан, Южная Корея                                      | 20 323   | Железная дорога                   | 2010          | Скоростная линия Генгбу |
| Ryfast                                                                                      | Ставангер—Странн, Норвегия                              | 20 000   | Автомобильная дорога              | 2019          | Самый длинный в мире подводный автомобильный тоннель; состоит из двух последовательных тоннелей 5,6 км и 14,4 км. |
| Электрическая линия Лондона                                                                 | Лондон, Великобритания                                  | 20 000   | Тоннель для линии электропередачи | 2005          | Компания National Grid, диаметр 3 м, кольцо 400 киловольт, подвесной монорельс |
| Симплонский тоннель                                                                         | Лепонтинские Альпы, Швейцария/Италия                    | 19 803   | Железная дорога                   | 1906          | тоннель обратного направления открыт в 1922 году (длиной 19 824 м); до 1978 года самый длинный железнодорожный тоннель мира |
| Линия Фолло                                                                                 | Осло, Норвегия                                          | 19 500   | Железная дорога                   | 2022          | |
| Московский метрополитен: Линия 5                                                            | Москва, Россия                                          | 19 400   | Метрополитен                      | 1950—1954     | |
| Камчикский тоннель                                                                          | Ташкентская/Наманганская область, Узбекистан            | 19 200   | Железная дорога                   | 2016          | самый длинный железнодорожный тоннель на территории бывшего СССР (не считая метрополитенов) |
| Минский метрополитен: Линия 1                                                               | Минск, Беларусь                                         | 19 100   | Метрополитен                      | 1984—2014     | самый длинный тоннель Беларуси |
| Тоннель Верина                                                                              | Сильвретские Альпы, Швейцария                           | 19 058   | Железная дорога                   | 1999          | однопутный с разъездами; колея 1000 мм |
| Син Каммон                                                                                  | Пролив Каммон, Япония                                   | 18 713   | Железная дорога                   | 1975          | |
| Валья                                                                                       | Болонья — Флоренция, Италия                             | 18 711   | Железная дорога                   | 2009          | Скоростная линия Больнья-Флоренция |
| Аппенинский базисный тоннель                                                                | Апеннинские горы, Италия                                | 18 507   | Железная дорога                   | 1934          | |
| Циньлин I—II                                                                                | Циньлин, Китай                                          | 18 457   | Железная дорога                   | 2002          | Двухколейный путь |
| Деривационный тоннель Татевской ГЭС                                                         | Армения                                                 | 18 400   | Гидроэнергетика                   | 1970          | |
| Минский метрополитен: Линия 2                                                               | Минск, Беларусь                                         | 18 100   | Метрополитен                      | 1990—2005     | |
| Чжуннаньшань                                                                                | Китай                                                   | 18 040   | Автомобильная дорога              | 2007          | самый длинный автомобильный тоннель в Китае |
| Линия 2 афинского метрополитена                                                             | Афины, Греция                                           | 17 900   | Метрополитен                      | 1991-2011     | |
| Харьковский метрополитен: Линия 1                                                           | Харьков, Украина                                        | 17 300   | Метрополитен                      | 1975          | |
| Тоннель Мави (Синий тоннель)                                                                | Конья, Турция                                           | 17 034   | Водоснабжение / Орошение          | 2012          | |
| Готардский автомобильный тоннель                                                            | Лепонтинские Альпы, Швейцария                           | 16 918   | Автомобильная дорога              | 1980          | |
| Линия 4 барселонского метрополитена                                                         | Барселона, Испания                                      | 16 700   | Метрополитен                      | 1929—1999     | |
| Линия 3 барселонского метрополитена                                                         | Барселона, Испания                                      | 16 600   | Метрополитен                      | 1924—2001     | |
| Линия 5 барселонского метрополитена                                                         | Барселона, Испания                                      | 16 600   | Метрополитен                      | 1959—1983     | |
| Линия 8 (мадридский метрополитен): Ньювос министереус — Аэропорт                            | Мадрид, Испания                                         | 16 467   | Метрополитен                      | 1998—2007     | |
| Линия 3 (мадридский метрополитен): Монклоа — Вильяверде Альто                               | Мадрид, Испания                                         | 16 424   | Метрополитен                      | 1939—2007     | |
| Линия 3 афинского метрополитена                                                             | Афины, Греция                                           | 16 400   | Метрополитен                      | 1991—2008     | общая длина линии 3 составляет 39,6 км |
| Тоннель Рокко                                                                               | Гора Рокко, Япония                                      | 16 250   | Железная дорога                   | 1972          | |
| Тоннель Солан                                                                               | Dongbaeksan-Dongye, Канвондо, Линия Тхэбэк, Южная Корея | 16 240   | Железная дорога                   | 2012          | Включает в себя спираль |
| Тоннель Хендерсон                                                                           | Передовой хребет, США                                   | 15 800   | Железная дорога                   | 1976          | узкоколейная железная дорога, заменённая ленточным конвейером в 1999 году. Только один вход (служил как подземный рудник) |
| Базисный тоннель Фурка                                                                      | Урнерские Альпы, Швейцария                              | 15 442   | Железная дорога                   | 1982          | одноколейная дорога с разъездами; колея 1000 мм |
| Базисный тоннель Сенери                                                                     | Лепонтинские Альпы, Швейцария                           | 15 400   | Железная дорога                   | 2020          | Участок новой Готардской железной дороги. |
| Харуна                                                                                      | Префектура Гумма, Япония                                | 15 350   | Железная дорога                   | 1982          | |
| Северомуйский тоннель                                                                       | Северо-Муйский хребет, Россия                           | 15 343   | Железная дорога                   | 2001          | постоянная эксплуатация с декабря 2003 |
| Фиренцуола                                                                                  | Болонья — Фиренцуола, Италия                            | 15 285   | Железная дорога                   | 2009          | Скоростная линия Больнья-Флоренция |
| Деривационный тоннель Ингурской ГЭС                                                         | Грузия                                                  | 15 279   | Гидроэнергетика                   | 1978          | Не является непрерывным — пересекает два горных ущелья при помощи акведуков |
| Тоннель Горигаминэ                                                                          | Такасаки — Нагано, Япония                               | 15 175   | Железная дорога                   | 1997          | |
| Тоннель Монте Санто-Марко                                                                   | Паола — Козенца, Италия                                 | 15 040   | Железная дорога                   | 1987          | |
| Готардский железнодорожный тоннель                                                          | Лепонтинские Альпы, Швейцария                           | 15 003   | Железная дорога                   | 1882          | до 1906 года самый длинный тоннель мира |
| Накаяма                                                                                     | Хребет Накаяма, Хонсю, Япония                           | 14 857   | Железная дорога                   | 1982          | |
| Дангаринский тоннель                                                                        | Нурек, Таджикистан                                      | 14 800   | Водовод                           | 1987          | |
| Петербургский метрополитен: линия 4                                                         | Санкт-Петербург, Россия                                 | 14 800   | Метрополитен                      | 1985—2024     | |
| Кьяоне эль Саргенто — Промышленная железная дорога Кьяоне — Корпорация Southern Peru Copper | Ило-Токуипала/Кьяоне, Перу                              | 14 724   | Железная дорога                   | 1975          | |
| Тоннель Монт Макдональд                                                                     | Перевал Роджер, Национальный парк Глейшер, Канада       | 14 723   | Железная дорога                   | 1989          | |
| Тоннель Лёчберг                                                                             | Швейцарские Альпы, Швейцария                            | 14 612   | Железная дорога                   | 1913          | |
| Тоннель Ромерико                                                                            | Осло — Лиллестрём, Норвегия                             | 14 580   | Железная дорога                   | 1999          | |
| Тоннельбана 3 (синяя линия), Кунгстрэдгорден — Хьюлста                                      | Стокгольм, Швеция                                       | 14 300   | Метрополитен                      | 1975—1977     | |
| Даяошан                                                                                     | Горы Нанлин, Китай                                      | 14 294   | Железная дорога                   | 1987          | |
| Деривационный тоннель № 2 Зарамагской ГЭС                                                   | Северная Осетия, Россия                                 | 14 226   | Гидроэнергетика                   | 2015          | Часть комплекса сооружений Зарамагской ГЭС. |
| Лиссабонский метрополитен — Синяя (Сигал) линяя                                             | Лиссабон, Португалия                                    | 14 000   | Метрополитен                      | 1959—2007     | |
| Автомобильный тоннель Арльберг                                                              | Арльберг, Австрия                                       | 13 972   | Автомобильная дорога              | 1978          | |
| Тоннель Хокурику                                                                            | Гора Киномэ, Япония                                     | 13 870   | Железная дорога                   | 1962          | |
| Фрежу (Мон-Сенис)                                                                           | Альпы, Франция/Италия                                   | 13 636   | Железная дорога                   | 1871          | до 1882 года самый длинный тоннель мира |
| Мармарай                                                                                    | Стамбул, Турция                                         | 13 600   | Железная дорога                   | 2013          | Построен в зоне стыка двух континентальных плит |
| Тоннель Симидзу                                                                             | Гора Танигава, Япония                                   | 13 500   | Железная дорога                   | 1967          | |
| Железнодорожный тоннель Савио                                                               | Хельсинки — Керава, Финляндия                           | 13 500   | Железная дорога                   | 2008          | |
| Тоннель Хекс Ривер                                                                          | Перевал Хекс Ривер, ЮАР                                 | 13 400   | Железная дорога                   | 1989          | |
| Тоннель Вонхе                                                                               | Ульсан, Южная Корея                                     | 13 270   | Железная дорога                   | 2010          | скоростная линия Генгбу |
| Тоннель Склерно                                                                             | Южный Тироль, Италия                                    | 13 159   | Железная дорога                   | 1993          | |
| Железная дорога Генуя-Вентимилья                                                            | Генуя — Вентимилья, Италия                              | 13 135   | Железная дорога                   | 2001          | в тоннеле есть подземная станция («Сан-Ремо») |
| Линия 2 барселонского метрополитена                                                         | Барселона, Испания                                      | 13 100   | Метрополитен                      | 1985—1997     | |
| Аки                                                                                         | Санъё-синкансэн, Япония                                 | 13 030   | Железная дорога                   | 1975          | |
| Тоннель Сиэшан                                                                              | Тайбэй — Иилань, Тайвань                                | 12 942   | Автомобильная дорога              | 2006          | |
| Существует большое количество тоннелей короче 13 км                                         |                                                         |          |                                   |               | |

Обратите внимание, что большое количество линий метрополитена размещено вверху списка. Самая длинная из них — Линия 6 в метрополитене Чэнду общей длиной 68,2 км. Часто тоннели метрополитена не считаются непрерывными, так как некоторые наземные станции или метромосты разделяют их на участки.

## Самые длинные тоннели в мире (в стадии строительства)
| Название                                                                                  | Местоположение                     | Длина, м | Тип                             | Год  | Примечание |
| ----------------------------------------------------------------------------------------- | ---------------------------------- | -------- | ------------------------------- | ---- | --- |
| Водный тоннель Нью-Йорка № 3                                                              | Штат Нью-Йорк, США                 | 96 560   | Водоснабжение                   | 2026 | Дополнительный источник воды для Нью-Йорка. Уже частично используется; после завершения строительных работ возможно будет третьим по длине в мире. |
| Парижский метрополитен: линия 15                                                          | Париж, Франция                     | 75 000   | Метрополитен                    | 2025 | Самая длинная кольцевая линия метрополитена в мире                                                                                                 |
| Базисный тоннель Мон-Де-Амбин                                                             | Котские Альпы, Франция — Италия    | 57 500   | Железная дорога                 | 2033 | Строительство подходных шахт ведётся с 2002 года, основного тоннеля — с 2016 года.                                                                 |
| Бреннерский тоннель                                                                       | Штубайские Альпы, Австрия — Италия | 55 000   | Железная дорога                 | 2032 | Строительство с австрийской стороны начато в марте 2015.                                                                                           |
| туннель Yigong                                                                            | Тибет, Китай                       | 42 500   | Железная дорога                 | 2030 | Сычуань-Тибетская железная дорога. Строительство начато в сентябре 2020.                                                                           |
| Тоннель Гаолигуншань                                                                      | Юньнань, Китай                     | 34 531   | Железная дорога                 | 2025 | Железная дорога между Дали и Жуйли. Строительство начато в августе 2017.                                                                           |
| Тоннель Коральм                                                                           | Коральпе, Австрия                  | 32 900   | Железная дорога                 | 2026 | Проходка основного тоннеля начата с западной стороны в мае 2010.                                                                                   |
| Тоннель Семмеринг                                                                         | Ракс, Австрия                      | 27 300   | Железная дорога                 | 2030 | Символическое начало работ в апреле 2012, фактическое — в июле 2015.                                                                               |
| Тоннель Фемарн-Бельт                                                                      | Германия-Дания                     | 17 600   | Автомобильная и железная дорога | 2029 | Строительство начато в июле 2021. |
| Форбифат Стокгольм                                                                        | Стокгольм, Швеция                  | 16 500   | Автомобильная дорога            | 2030 | Строительство начато в конце 2014 года. |
| Возможно неполная таблица. Большое количество строящихся тоннелей имеют длину менее 13 км |                                    |          |                                 |      | |

## Самые длинные тоннели в мире (в стадии проектирования)
| Название                      | Местоположение | Длина, м | Тип             | Год | Примечание                                           |
| ----------------------------- | -------------- | -------- | --------------- | --- | ---------------------------------------------------- |
| Тоннель под Бохайским заливом | КНР            | 123 000  | Железная дорога | ??? | Сокращение сухопутного пути вокруг залива на 1000 км |